# Rajon Smijiw
Der Rajon Smijiw (ukrainisch Зміївський район/Smijiwskyj rajon; russisch Змиёвский район/Smijewskyj rajon) war eine Verwaltungseinheit innerhalb der Oblast Charkiw im Osten der Ukraine. Der Rajon, welcher 1923 gegründet wurde, hatte eine Fläche von 1364 km² und eine Bevölkerung von etwa 70.000 Einwohnern. Der Verwaltungssitz befand sich in der namensgebenden Stadt Smijiw.
Am 17. Juli 2020 kam es im Zuge einer großen Rajonsreform zum Anschluss des Rajonsgebietes an den Rajon Tschuhujiw.
Auf kommunaler Ebene war der Rajon in 1 Stadtratsgemeinde, 2 Siedlungsratsgemeinden und 13 Landratsgemeinden unterteilt, denen jeweils einzelne Ortschaften untergeordnet waren.
Zum Verwaltungsgebiet gehörten:
- 1 Stadt
- 2 Siedlungen städtischen Typs
- 52 Dörfer
- 22 Ansiedlungen